# Машівсько-Шебелинський газоносний район
Машівсько-Шебелинський газоносний район — належить до Східного нафтогазоносного регіону України. Розташований на продовженні Глинсько-Солохівського, і охоплює найбільш занурену частину осьової зони ДДЗ. Саме на території даного району розташовані такі відомі родовища, як Шебелинське, Західно-Хрестищенське, Єфремівське тощо.
Промислова продуктивність встановлена пошуковим і розвідувальним бурінням у нижньопермських і верхньокам'яновугільних відкладах. Більшість родовищ району, які представлені масивно-пластовими покладами, іноді обмеженими соляними діапірами й дизюнктивними порушеннями, приурочені до двох протяжних структурних зон, які одночасно є зонами газонакопичення з подвійним структурним контролем — Розпашнівсько-Мелихівської і Соснівсько-Бєляєвської. Розвиток на території району потужної товщі відкладів кам'яної солі нижньопермського періоду й активної соляної тектоніки девонської кам'яної солі зумовив утворення унікальних грибоподібних соляних тіл, під козирками яких і розташовані промислові скупчення природного газу у вищезгаданих двох зонах газонакопичення. Основний обсяг розвіданих запасів вуглеводнів розташований у піщаних колекторах, проте частина зосереджена в хемогенних кавернозних пластах (переважно ангідритах) нижньої пермі. Дані, отримані під час буріння найглибших свердловин, свідчать про вище положення верхньої границі активного катагенезу, ніж на території сусіднього, Глинсько-Солохівського. Крім перелічених, тут виділяють зони нафтогазонакопичення з полуторним структурним контролем: Шебелинська, Копилівсько-Східно-Полтавська, Машівсько-Єлизаветівська, Марянівсько-Ланівська і Єфремівська.